# 臺東海岸線
臺東海岸線是指臺鐵臺東線拓寬計畫前，臺東車站（舊站）向台東海岸所延伸之鐵路路線，路線總長1.2公里，全線共兩座車站，包含臺東車站（舊站）與臺東海岸站。
現今該條路線已在臺鐵臺東車站（舊站）停用後全線廢止。

## 沿革
日治時期，臺東地區因沒有港口，當時台灣總督府便於大正12年（1922年）4月在臺東市海岸興建臺東海岸線以利於將送上岸之貨物以火車運入臺東市區。而台東海岸貨物取及所則於昭和4年（1929年）4月1日設立，為臺東海岸線的終點站。
二戰後臺東海岸線由臺灣省政府接收，後再由臺灣鐵路局臺東車站（舊站）管理。
民國72年（1983年）06月26日台鐵臺東線拓寬計畫完工後台東海岸貨物取及所及臺東海岸線之部分路線廢止，僅留下270.3公尺供當時臺東車站（舊站）調車使用。
民國88年（1999年）10月1日起當時的莒光號與平快車等使用機車頭牽引之火車不再駛進臺東車站（舊站），臺東海岸線因此沒有了供臺東車站（舊站）的調車功能。
民國90年（2001年）06月1日，臺東舊站正式廢止，當時的臺東海岸線也因此連帶停止使用並廢棄。

## 車站一覽
| 車站名稱 （國音電碼） | 編號 | 營業里程 臺東(舊)起 | 等級 | 續接／交會路線及備註                                                                                                | 所在地       | 所在地 |
| --------------------- | ---- | ------------------- | ---- | --- | ------------ | ------ |
| 台東舊站 （ㄊㄞㄉ）   | 001  | 0.0                 | 一等 | 2001年6月1日廢止；過去曾為臺東線終點，以下稱為臺東海岸線（東拓時廢止）；現為臺東鐵道藝術村，是臺東市的 一個熱門景點 | 臺東縣臺東市 |        |
| 臺東海岸 （ㄊㄞㄏ）   | ---  | 1.2                 | 貨運 | 東拓時廢止；全名台東海岸貨物取及所，由臺東站管理，屬於臺東站的一部分                                                | 臺東縣臺東市 |        |

## 現況
臺東海岸線在東拓後第一次廢棄，原台東海岸貨物取及所則廢棄拆毀而改為道路，現今路名為臨海路，彎道處路名為光復路。
第二次廢棄時中華路平交道拆除，原路線現今為荒蕪狀態。

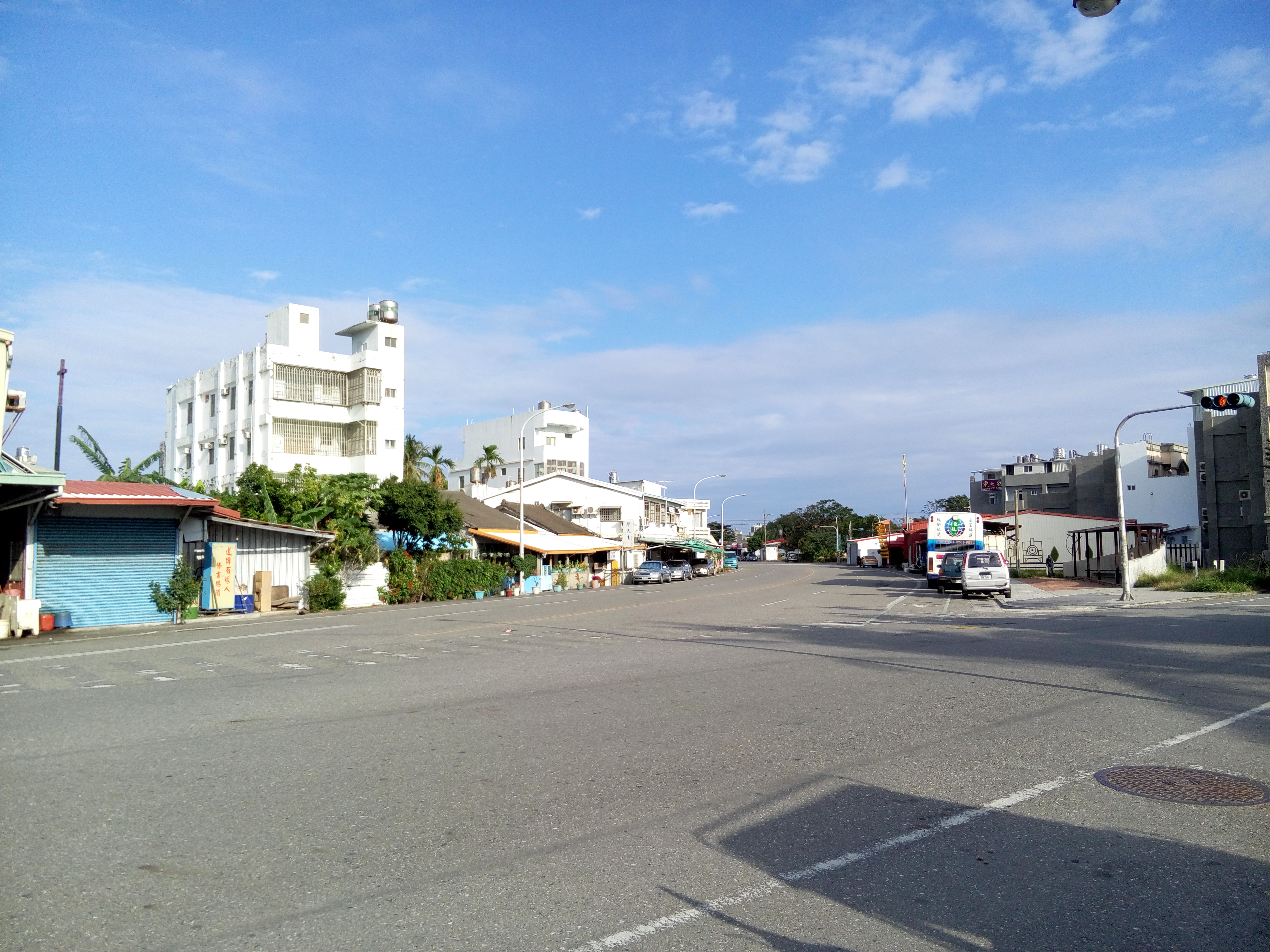
第一次廢棄的臺東海岸線彎道段現今已改為光復路
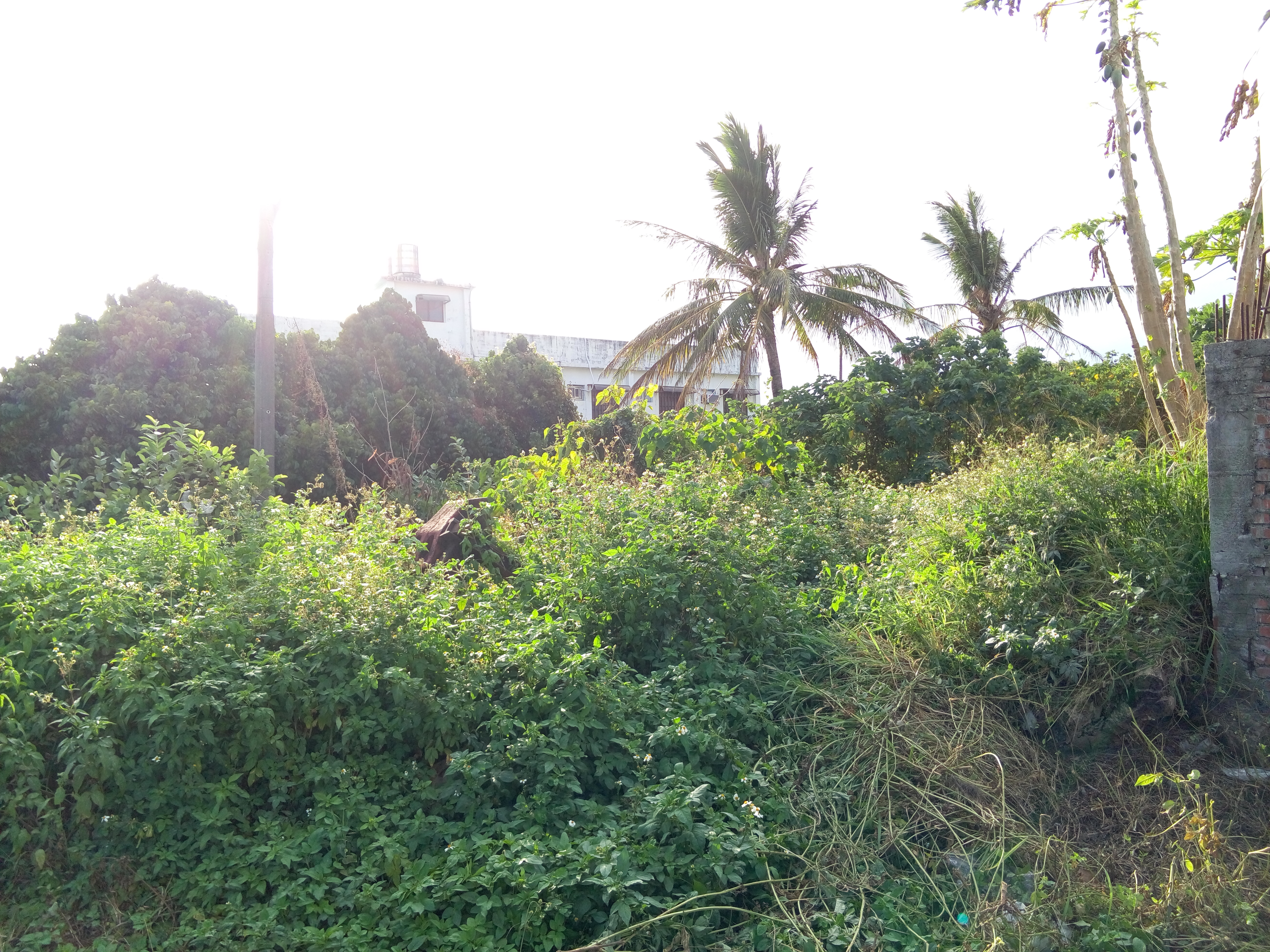
隱身在草叢中的止衝擋，為臺東海岸線第一次廢棄後所留下的270.3公尺段終點
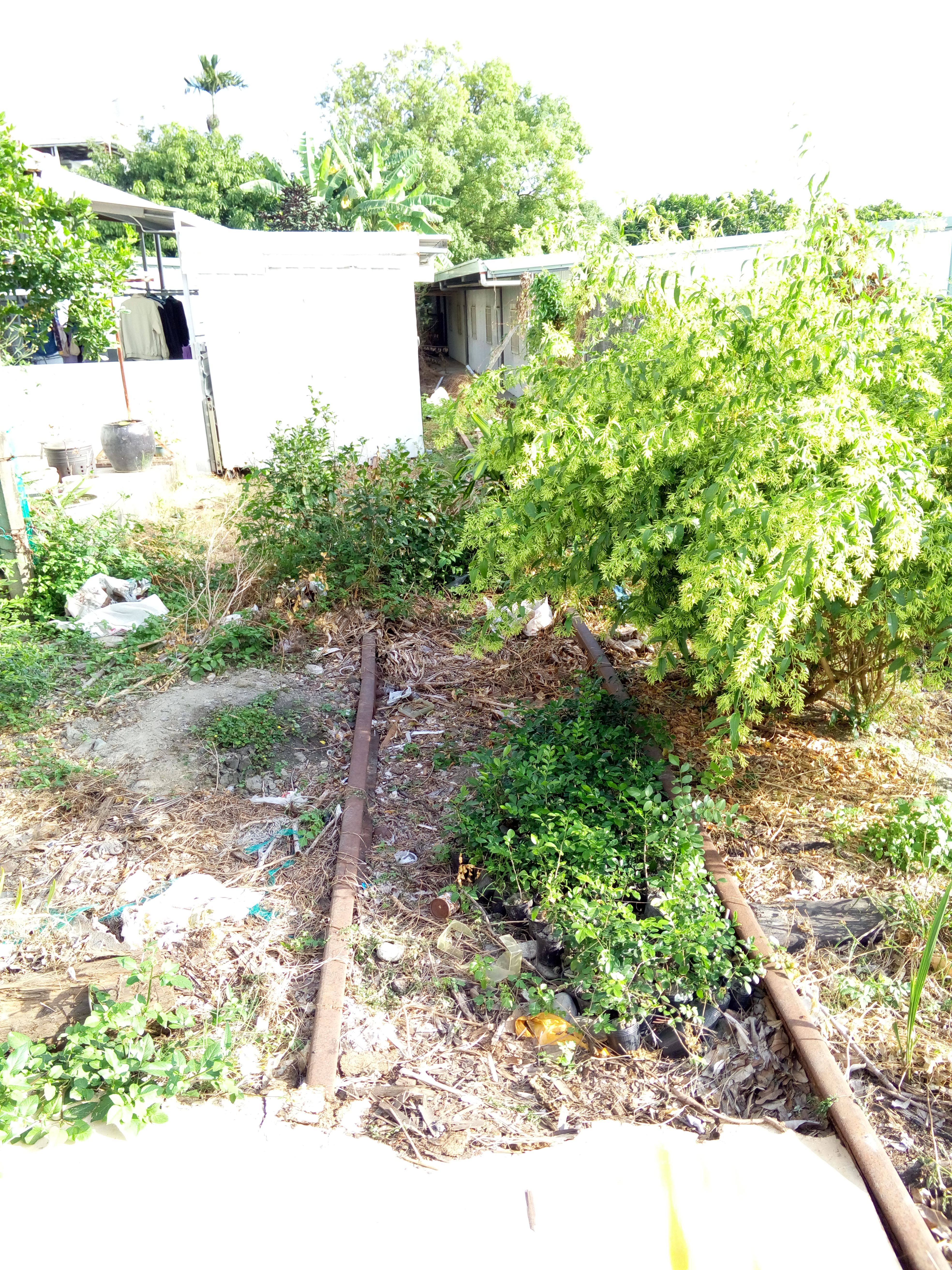
臺東海岸線第二次廢棄現況
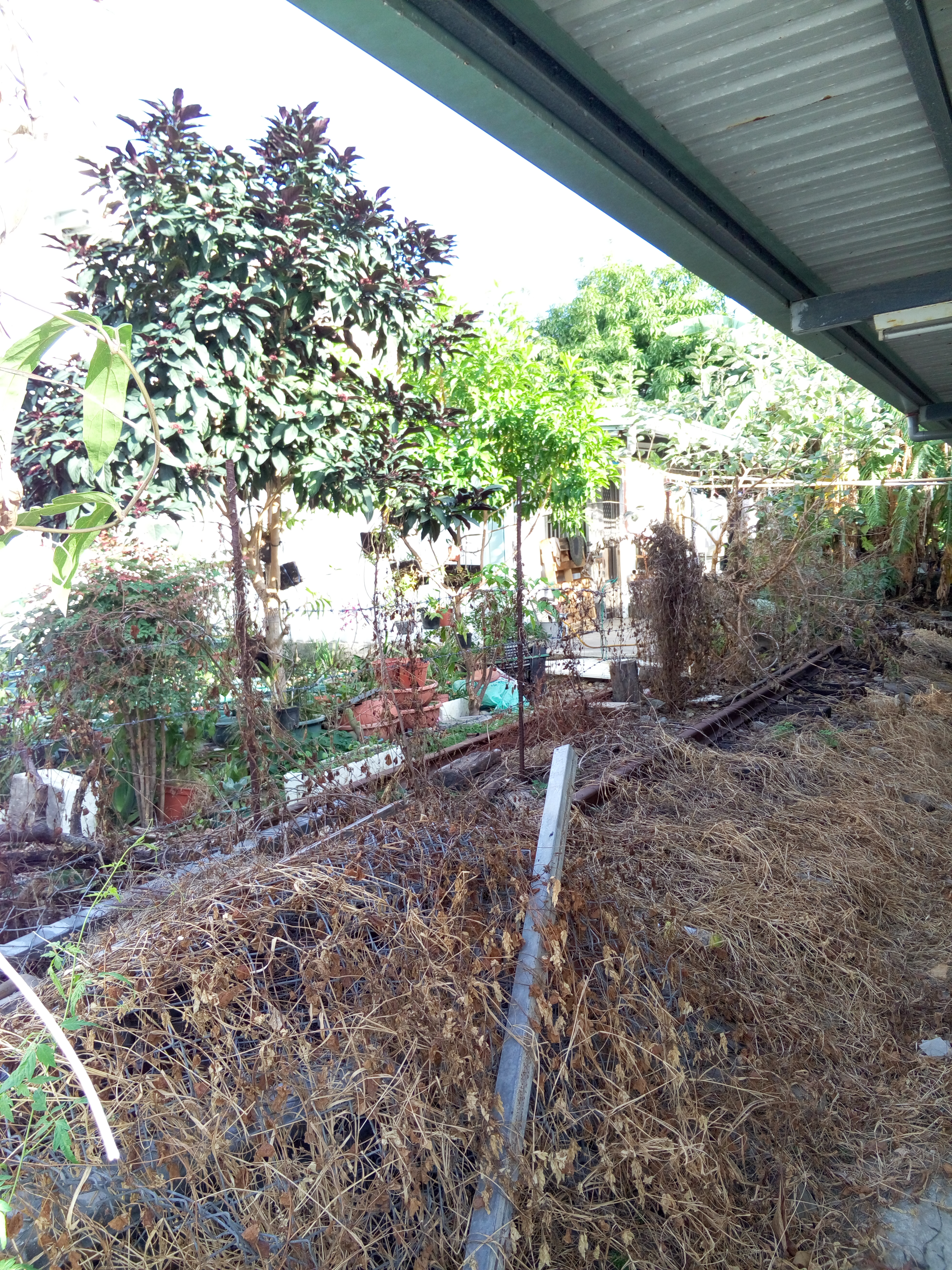
臺東海岸線第二次廢棄現況

## 資料來源
1. 1 2 3 4  .   [2015-01-17]. （原始内容存档于2015-01-19）.
2. ↑  吳文星、施添福. . 臺東縣關山鎮公所. 2002: 382  [2021-08-12]. （原始内容存档于2019-02-17）. 國家圖書館 臺灣記憶
3. ↑  臺灣總督府交通局鐵道部. .  第25年報（大正12年度）. 國立國會圖書館 數位典藏. 1924年: 頁45  [2021-08-12]. （原始内容存档于2021-09-22）. 臺東驛構內海岸線ニ取扱所ヲ設ケ貸切車扱貨物ノ取扱開始（十二年十二月二十九日部告示甲第三一號）
4. ↑  吳進書，姜家珍. . . 花蓮縣文化局. 2004年12月: 頁10  [2021-08-12]. ISBN 9860000123. （原始内容存档于2020-06-03）. 國家圖書館 臺灣記憶
5. ↑  .   [2021-08-12]. （原始内容存档于2021-04-11）.